# Вакареца (Ђенова)
Вакареца је насеље у Италији у округу Ђенова, региону Лигурија.
Према процени из 2011. у насељу је живело 56 становника. Насеље се налази на надморској висини од 609 м.